# 뉴잉글랜드 식민지
뉴잉글랜드 식민지는 북아메리카의 메인·뉴햄프셔·버몬트·매사추세츠·로드아일랜드·코네티컷의 여섯 식민지를 말한다. 이 지방은 충실한 청교도의 이주자가 많았고, 일찍부터 자주적 연합을 형성했다. 매사추세츠 식민지에서는 일종의 종교정치가 행해지고, 코네티컷과 로드아일랜드에는 국왕의 총독이 존재하지 않았다. 본국의 지배를 거의 받지 않고, 다른 지방과의 접촉도 그다지 없어 교육 제도·조합 교회제(組合敎會制)·타운 미팅제(制) 등 독특한 뉴잉글랜드의 전통을 낳았다. 이 지역의 거주민은 독립한 자작농민이나 어민·조선업자·무역업자 등의 중산계급으로 그 수가 많았고, 그들의 독립심과 재능은 훌륭한 문화와 각종 산업을 발달시켰다.

## 같이 보기
- 13개 식민지
- 뉴잉글랜드
- 뉴잉글랜드 자치령